# Kroonorde (België)

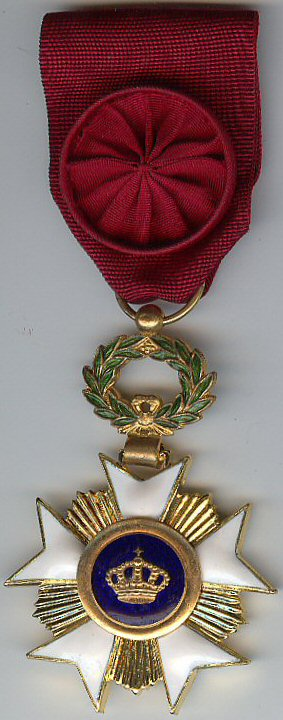
Officierskruis

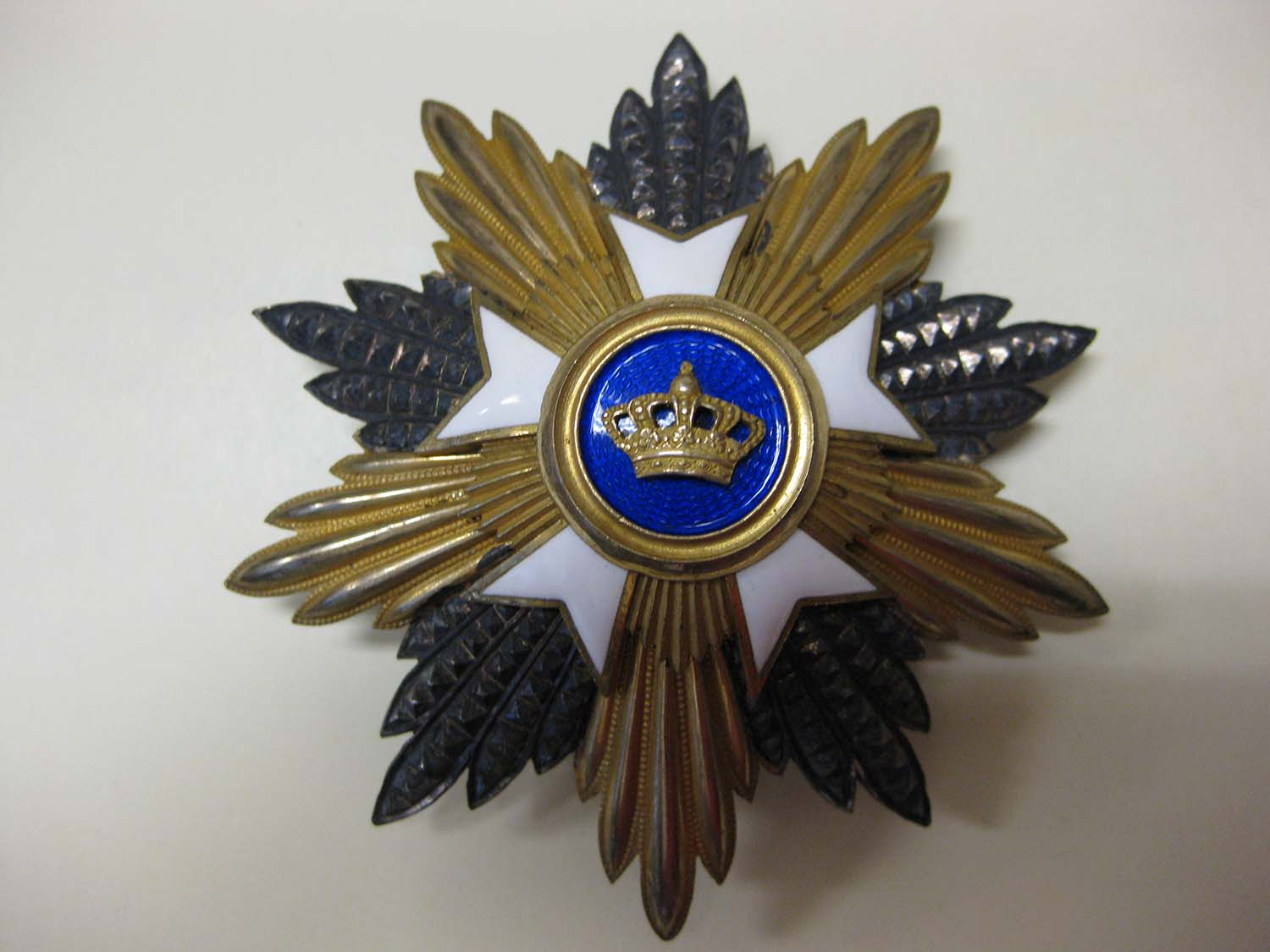
Ster van een Grootlint

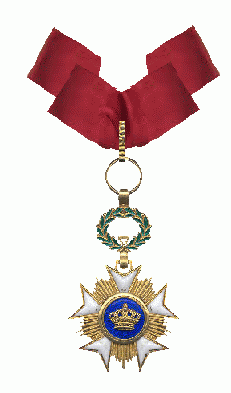
Versiersel van een Commandeur

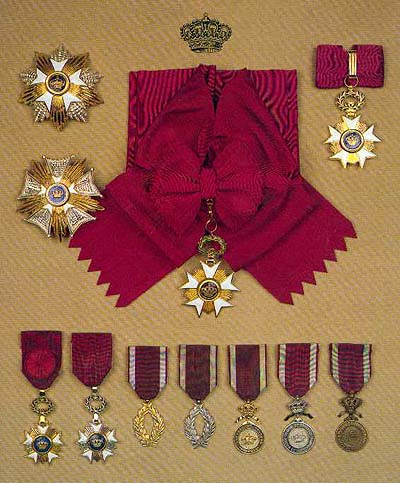
De versierselen van de Kroonorde
Linksboven: Ster Grootkruis; linksmidden: Plaque Grootofficier; middenboven: Grootlint Grootkruis; rechtsboven: Kruis Commandeur
Onderste rij, van links naar rechts: Kruis Officier, Kruis Ridder, Gouden Palmen, Zilveren Palmen, Gouden Medaille, Zilveren Medaille, Bronzen Medaille

De Kroonorde is een van de drie nationale Belgische orden, naast de Leopoldsorde en de Orde van Leopold II.

## Geschiedenis
De orde werd in het tweetalige land op 15 oktober 1897 als "Ordre de la Couronne" of "Kroonorde" ingesteld door Leopold II van België. De koning was behalve koning der Belgen ook eigenaar van de Congo-Vrijstaat, een groot gebied in Afrika dat later Belgisch-Congo zou worden. De orde was bestemd voor gebruik in het bestuur van dit Afrikaanse gebied. Bij de instelling van de orde werd "verdienste voor de Afrikaanse beschaving" met name als kwalificatie voor het verlenen van de onderscheiding genoemd. Toen de Belgische staat de kolonie in 1908 overnam werden ook deze drie koloniale orden tot orden van de Belgische staat.

## Kenmerken
De orde is een moderne orde van verdienste. In 1908 was in de regelgeving sprake van "belangrijke artistieke, letterkundige of wetenschappelijke verdienste, verdienste in de commerciële of industriële wereld of voor langdurige trouwe dienst aan het land of in Afrika".
De Kroonorde, de Koninklijke Orde van de Leeuw en de Orde van de Afrikaanse Ster werden tot aan de onafhankelijkheid vooral in Afrika toegekend. Toen Congo in 1960 onafhankelijk werd, verloren de laatste twee orden hun nut maar de Kroonorde werd en wordt nog veel uitgereikt.
De orde staat minder hoog in aanzien dan de Leopoldsorde. De administratie van de orde is aan het Belgische Ministerie van Buitenlandse Zaken opgedragen maar de orde wordt voor verdiensten op allerlei gebied, de industrie, de handel, wetenschap, onderwijs, de strijdkrachten, cultuur en liefdadigheid toegekend. In veel gevallen gebeurt de toekenning van een kruis van de orde aan Belgische burgers op basis van anciënniteit (aantal jaren dienst) bij de uitvoering van een openbaar ambt.
De Belgische regering gebruikt de Kroonorde in gevallen waar het verlenen van de Leopoldsorde niet gewenst is.
De orde wordt veel gebruikt in het diplomatieke verkeer. De Belgische regering verleent de orde in het kader van staatsbezoeken en, op basis van reciprociteit oftewel wederkerigheid, bij het vertrek van de vertrekkende in België geaccrediteerde ambassadeurs.
Onderofficieren en soldaten, lagere ambtenaren of burgers die handenarbeid verrichten krijgen in plaats van een Ridderkruis de gouden of zilveren Palmen van de Kroonorde uitgereikt. De Kroonorde weerspiegelt in het decoratiebeleid nog de standenmaatschappij van de 19e eeuw.

## Eretekens

### Het versiersel
Het kleinood van de orde is een kruis met vijf wit geëmailleerde armen en tien punten. Op het centrale blauwe medaillon is een gouden of zilveren beugelkroon aangebracht. Op de keerzijde staat een sierlijke dubbele "L", het monogram van de stichter. Als verhoging wordt een gouden of zilveren lauwerkrans met groen geëmailleerde bladeren tussen lint en kleinood bevestigd.
De zesde graad, de gouden en zilveren palmen, zijn van niet geëmailleerd goud of zilver en ze worden zonder verhoging aan het lint van de orde, maar met witte strepen langs de rand, gedragen.
De medailles worden aan een beugelkroon en een lint in de kleur van het lint van de Kroonorde, maar met witte strepen langs de rand, gedragen. Op de voorzijde is een beugelkroon afgebeeld. Op de keerzijde van de medailles staat nog steeds het Franse motto "Travail et Progrès", indertijd de wapenspreuk van Belgisch-Congo.

### Het lint
Het lint van de Kroonorde is van gewaterde zijde. De kleur is een naar violet zwemend ponceaurood. Hieronymussen noemt het "blauwachtig rood". Dames dragen een grootlint dat iets smaller is dan dat van de heren. Het grootlint wordt over de rechterschouder gedragen zodat het kleinood aan een strik op de linkerheup hangt. In het dagelijks leven draagt men op het revers van de jas een knoopsgatversiering in de vorm van een strikje, een rozet of een rozet op een stukje goud-of zilvergalon. Men kan op rokkostuum ook een miniatuur van het versiersel dragen aan een klein lintje of een kettinkje van fijne schakels.

### Versierselen op het lint
- Palmtak

Werd gehecht op het lint wanneer iemand onderscheiden werd wegens krijgsverrichtingen die vermeld werden op de dagorder van het leger. De palmtak werd verleend tijdens zowel de Eerste als de Tweede Wereldoorlog en tijdens de Koreaanse Oorlog. Hij is uitgevoerd in zilver op het ridderkruis en in goud op de andere kruisen.
- Gekruiste zwaarden

Worden gehecht op het lint wanneer de orde wordt verleend voor oorlogsverdiensten. Naargelang het conflict wordt er geen jaartal (WOI), de vermelding "1940-1945" (WOII) of de woorden "Coree-Korea" boven de zwaarden geplaatst.
- Gouden sterren en biezen

Een Koninklijk Besluit van 24 juni 1919 legde vast dat burgers voor hun verdienste tijdens de Wereldoorlog konden worden onderscheiden met Belgische orden die aan linten met één of meerder biezen of die versierd waren met een ster werden gedragen.
Twee gouden biezen (aan de uiteinden van het lint) 
Voor verlening aan burgers wegens oorlogsfeiten.
Eén (centrale) gouden bies 
Voor burgerlijke onderscheidingen uitgereikt voor bewezen diensten tijdens de vijandelijkheden.
Gouden ster 
Duidt op een eervolle vermelding op de dagorder van het land.
Zilveren ster 
Duidt op verlening wegens "uitzonderlijke daden van welvarendheid".
In 1946 verscheen wederom een Koninklijk Besluit waarmee deze sterren en linten ook beschikbaar werden gesteld voor vergelijkbare daden of verdienste tijdens de Tweede Wereldoorlog.
- Rouwbaret

Moeders van gesneuvelde militairen hebben het recht de nationale orden die aan hun zoon werden verleend te dragen, mits zij het lint versieren met een zwarte rouwbaret. Dit gebruik dateert van de Eerste Wereldoorlog, maar is in de loop der tijden in onbruik geraakt.

## Hiërarchie
De Kroonorde is onderverdeeld in graden waaraan een titel is gekoppeld:
De koning der Belgen is grootmeester van de Kroonorde.
- Grootkruis
- Grootofficier
- Commandeur
- Officier
- Ridder
- Gouden Palmen
- Zilveren Palmen
- Gouden Medaille
- Zilveren Medaille
- Bronzen Medaille

Het verlenen van de orden gebeurt meestal op 8 april (geboortedag van koning Albert I) en op 15 november (Koningsdag). Op deze gewoonte worden uitzonderingen gemaakt bij staatsbezoeken en andere bijzondere gelegenheden.

## Dragers van eretekens
- Lijst van dragers van het grootkruis in de Kroonorde
- Lijst van grootofficieren in de Kroonorde
- Lijst van commandeurs in de Kroonorde
- Lijst van officieren in de Kroonorde
- Lijst van ridders in de Kroonorde

Veel politici dragen een soortgelijk ereteken.